# Chalais (Vienne)
Chalais é uma comuna francesa na região administrativa da Nova Aquitânia, no departamento de Vienne. Estende-se por uma área de 14,87 km². Em 2010 a comuna tinha 525 habitantes (densidade: 35,3 hab./km²).